# كارل جي. جونز
كارل جي. جونز (بالإنجليزية: Carl Jones)‏ هو أحيائي بريطاني، ولد في 20 يوليو 1954 في St Clears ‏ في المملكة المتحدة.